# Ukraine aux Jeux olympiques d'été de 2020
L'Ukraine participe aux Jeux olympiques de 2020 à Tokyo au Japon. Il s'agit de sa 7e participation à des Jeux d'été.

## Médaillés
| Sport | Discipline                 | Athlète(s)    | Performance                 | Date   |
| ----- | -------------------------- | ------------- | --------------------------- | ------ |
| Lutte | Gréco-romaine 87 kg hommes | Zhan Beleniuk | Viktor Lőrincz Victoire 5-1 | 4 août |

| Sport       | Discipline                    | Athlète(s)                             | Performance                                | Date     |
| ----------- | ----------------------------- | -------------------------------------- | ------------------------------------------ | -------- |
| Natation    | 1 500 m nage libre masculin   | Mykhailo Romanchuk                     | 14 min 40 s 66                             | 1er août |
| Lutte       | Gréco-romaine 67 kg hommes    | Parviz Nasibov                         | Mohammad Reza Geraei Défaite 1-9           | 4 août   |
| Karaté      | Moins de 55 kg femmes         | Anzhelika Terliuga                     | Ivet Goranova Défaite 1-5                  | 5 août   |
| Boxe        | Poids moyens hommes           | Oleksandr Khyzhniak                    | Hebert Conceição Défaite par KO            | 7 août   |
| Canoë-kayak | C2 500 mètres femmes          | Anastasiia Chetverikova Liudmyla Luzan | 1 min 57 s 499                             | 7 août   |
| Cyclisme    | Vitesse individuelle féminine | Olena Starikova                        | Kelsey Mitchell Défaite +0 s 061, +0 s 064 | 8 août   |

| Sport                 | Discipline                  | Athlète(s) | Performance                            | Date       |
| --------------------- | --------------------------- | --- | -------------------------------------- | ---------- |
| Judo                  | Femmes - Moins de 48 kg     | Darya Bilodid | Shira Rishony Victoire 10-00           | 24 juillet |
| Escrime               | Épée masculine individuelle | Ihor Reizlin | Andrea Santarelli Victoire 15-12       | 25 juillet |
| Tir                   | Pistolet à 10 m mixte       | Olena Kostevych Oleh Omelchuk | Arunović / Mikec Victoire 16-12        | 27 juillet |
| Natation              | 800 m nage libre masculin   | Mykhailo Romanchuk | 7 min 42 s 33                          | 29 juillet |
| Tennis                | Simple dames                | Elina Svitolina | Elena Rybakina Victoire 6-1, 65-7, 4-6 | 31 juillet |
| Lutte                 | Libre 68 kg femmes          | Alla Cherkasova | Sara Doshō Victoire 2-0 (VT)           | 4 août     |
| Lutte                 | Libre 62 kg femmes          | Iryna Koliadenko | Anastasija Grigorjeva Victoire 3-1     | 4 août     |
| Natation synchronisée | Duo                         | Marta Fiedina Anastasiya Savchuk | 189,4620 points                        | 4 août     |
| Natation synchronisée | Ballet                      | Maryna Aleksiiva Vladyslava Aleksiiva Marta Fiedina Kateryna Reznik Anastasiya Savchuk Alina Shynkarenko Kseniya Sydorenko Yelyzaveta Yakhno | 190,3018 points                        | 7 août     |
| Canoë-kayak           | C1 200 mètres femmes        | Liudmyla Luzan | 47 s 034                               | 5 août     |
| Karaté                | Moins de 75 kg hommes       | Stanislav Horuna | Luigi Busà Défaite 0-3                 | 6 août     |
| Athlétisme            | Saut en hauteur féminin     | Yaroslava Mahuchikh | 2,00 m                                 | 7 août     |

| Sport                 |   |   |    | Total |
| --------------------- | - | - | -- | ----- |
| Athlétisme            | 0 | 0 | 1  | 1     |
| Boxe                  | 0 | 1 | 0  | 1     |
| Canoë-kayak           | 0 | 1 | 1  | 2     |
| Cyclisme              | 0 | 1 | 0  | 1     |
| Escrime               | 0 | 0 | 1  | 1     |
| Judo                  | 0 | 0 | 1  | 1     |
| Karaté                | 0 | 1 | 1  | 2     |
| Lutte                 | 1 | 1 | 2  | 4     |
| Natation              | 0 | 1 | 1  | 2     |
| Natation synchronisée | 0 | 0 | 2  | 2     |
| Tennis                | 0 | 0 | 1  | 1     |
| Tir                   | 0 | 0 | 1  | 1     |
| Total                 | 1 | 6 | 12 | 19    |

| Jour       |   |   |    | Total |
| ---------- | - | - | -- | ----- |
| 24 juillet | 0 | 0 | 1  | 1     |
| 25 juillet | 0 | 0 | 1  | 1     |
| 27 juillet | 0 | 0 | 1  | 1     |
| 29 juillet | 0 | 0 | 1  | 1     |
| 31 juillet | 0 | 0 | 1  | 1     |
| 1er août   | 0 | 1 | 0  | 1     |
| 2 août     | 0 | 0 | 0  | 0     |
| 3 août     | 0 | 0 | 1  | 1     |
| 4 août     | 1 | 1 | 2  | 4     |
| 5 août     | 0 | 1 | 1  | 2     |
| 6 août     | 0 | 0 | 1  | 1     |
| 7 août     | 0 | 2 | 2  | 4     |
| 8 août     | 0 | 1 | 0  | 1     |
| Total      | 1 | 6 | 12 | 19    |

| Sexe   |   |   |    | Total |
| ------ | - | - | -- | ----- |
| Femmes | 0 | 3 | 8  | 11    |
| Hommes | 1 | 3 | 3  | 7     |
| Mixte  | 0 | 0 | 1  | 1     |
| Total  | 1 | 6 | 12 | 19    |

## Athlètes engagés
| Sport                 | Hommes | Femmes | Total |
| --------------------- | ------ | ------ | ----- |
| Athlétisme            | 19     | 25     | 44    |
| Aviron                | 2      | 0      | 2     |
| Badminton             | 1      | 1      | 2     |
| Boxe                  | 5      | 1      | 6     |
| Canoë-kayak           | 2      | 9      | 11    |
| Cyclisme              | 1      | 4      | 5     |
| Équitation            | 1      | 1      | 2     |
| Escrime               | 4      | 2      | 6     |
| Gymnastique           | 6      | 8      | 14    |
| Haltérophilie         | 0      | 2      | 2     |
| Judo                  | 4      | 3      | 7     |
| Karaté                | 1      | 2      | 3     |
| Lutte                 | 5      | 5      | 10    |
| Natation              | 7      | 2      | 9     |
| Natation synchronisée | -      | 8      | 8     |
| Pentathlon moderne    | 1      | 1      | 2     |
| Plongeon              | 3      | 4      | 7     |
| Tennis                | 0      | 5      | 5     |
| Tennis de table       | 1      | 2      | 3     |
| Tir                   | 4      | 2      | 6     |
| Tir à l'arc           | 1      | 3      | 4     |
| Triathlon             | 0      | 1      | 1     |
| Total                 | 66     | 89     | 155   |

## Résultats

### Athlétisme
| Athlète                                                                | Épreuve                  | 1er tour      | 1er tour    | Demi-finale | Demi-finale | Finale          | Finale    |
| Athlète                                                                | Épreuve                  | Temps         | Rang        | Temps       | Rang        | Temps           | Rang      |
| ---------------------------------------------------------------------- | ------------------------ | ------------- | ----------- | ----------- | ----------- | --------------- | --------- |
| Serhiy Smelyk                                                          | 200 m masculin           | 20 s 53       | 4e          | Éliminé     | Éliminé     | Éliminé         | Éliminé   |
| Bohdan-Ivan Horodyskyy                                                 | Marathon masculin        | Non disputé   | Non disputé | Non disputé | Non disputé | Abandon         | Abandon   |
| Mykola Nyzhnyk                                                         | Marathon masculin        | Non disputé   | Non disputé | Non disputé | Non disputé | Abandon         | Abandon   |
| Oleksandr Sitkovskyy                                                   | Marathon masculin        | Non disputé   | Non disputé | Non disputé | Non disputé | Abandon         | Abandon   |
| Ivan Losev                                                             | 20 km marche masculin    | Non disputé   | Non disputé | Non disputé | Non disputé | 1 h 33 min 26 s | 49e       |
| Eduard Zabuzhenko                                                      | 20 km marche masculin    | Non disputé   | Non disputé | Non disputé | Non disputé | 1 h 39 min 38 s | 52e       |
| Ivan Banzeruk                                                          | 50 km marche             | Non disputé   | Non disputé | Non disputé | Non disputé | Abandon         | Abandon   |
| Valeriy Litanyuk                                                       | 50 km marche             | Non disputé   | Non disputé | Non disputé | Non disputé | 4 h 14 min 5 s  | 39e       |
| Maryan Zakalnytskyy                                                    | 50 km marche             | Non disputé   | Non disputé | Non disputé | Non disputé | 4 h 2 min 53 s  | 25e       |
| Tetyana Melnyk                                                         | 400 m féminin            | 54 s 99       | 8e          | Éliminée    | Éliminée    | Éliminée        | Éliminée  |
| Mariya Mykolenko                                                       | 400 m haies féminin      | 57 s 86       | 6e          | Éliminée    | Éliminée    | Éliminée        | Éliminée  |
| Hanna Ryzhykova                                                        | 400 m haies féminin      | 54 s 56       | 1re         | 54 s 23     | 3e          | 53 s 48         | 5e        |
| Viktoriya Tkachuk                                                      | 400 m haies féminin      | 54 s 80       | 1re         | 54 s 25     | 3e          | 53 s 79         | 6e        |
| Nataliya Strebkova                                                     | 3 000 m steeple féminin  | 9 min 49 s 15 | 11e         | Non disputé | Non disputé | Éliminée        | Éliminée  |
| Viktoriia Kaliuzhna                                                    | Marathon féminin         | Non disputé   | Non disputé | Non disputé | Non disputé | Abandon         | Abandon   |
| Darya Mykhaylova                                                       | Marathon féminin         | Non disputé   | Non disputé | Non disputé | Non disputé | Abandon         | Abandon   |
| Yeheniya Prokofyeva                                                    | Marathon féminin         | Non disputé   | Non disputé | Non disputé | Non disputé | 2 h 36 min 47 s | 42e       |
| Lyudmyla Olyanovska                                                    | 20 km marche féminin     | Non disputé   | Non disputé | Non disputé | Non disputé | 1 h 40 min 20 s | 43e       |
| Mariia Sakharuk                                                        | 20 km marche féminin     | Non disputé   | Non disputé | Non disputé | Non disputé | 1 h 34 min 4 s  | 19e       |
| Hanna Shevchuk                                                         | 20 km marche féminin     | Non disputé   | Non disputé | Non disputé | Non disputé | 1 h 36 min 27 s | 27e       |
| Kateryna Klymyuk Alina Lohvynenko Viktoriya Tkachuk Hanna Ryzhykova    | Relais 4 × 400 m féminin | 3 min 24 s 50 | 6e          | Non disputé | Non disputé | Éliminées       | Éliminées |
| Mykyta Barabanov Oleksandr Pohorilko Kateryna Klymyuk Alina Lohvynenko | Relais 4 × 400 m mixte   | 3 min 14 s 21 | 6e          | Non disputé | Non disputé | Éliminés        | Éliminés  |

| Athlète               | Épreuve                    | Qualification | Qualification | Finale      | Finale                              |
| Athlète               | Épreuve                    | Performance   | Rang          | Performance | Rang                                |
| --------------------- | -------------------------- | ------------- | ------------- | ----------- | ----------------------------------- |
| Andriy Protsenko      | Saut en hauteur masculin   | 2,25 m        | 14e           | Éliminé     | Éliminé                             |
| Vladyslav Mazur       | Saut en longueur masculin  | 7,60 m        | 27e           | Éliminé     | Éliminé                             |
| Ihor Musiyenko        | Lancer du poids masculin   | 19,56 m       | 30e           | Éliminé     | Éliminé                             |
| Mykyta Nesterenko     | Lancer du disque masculin  | 60,95 m       | 20e           | Éliminé     | Éliminé                             |
| Mykhaylo Kokhan       | Lancer du marteau masculin | 78,36 m       | 5e            | 80,39 m     | 4e                                  |
| Hlib Piskunov         | Lancer du marteau masculin | 73,84 m       | 20e           | Éliminé     | Éliminé                             |
| Iryna Gerashchenko    | Saut en hauteur féminin    | 1,95 m        | =11e          | 1,98 m      | 4e                                  |
| Yuliya Levchenko      | Saut en hauteur féminin    | 1,95 m        | =11e          | 1,96 m      | 8e                                  |
| Yaroslava Mahuchikh   | Saut en hauteur féminin    | 1,95 m        | 3e            | 2,00 m      | Médaille de bronze, Jeux olympiques |
| Yana Hladiychuk       | Saut à la perche féminin   | 4,40 m        | 21e           | Éliminée    | Éliminée                            |
| Maryna Kylypko        | Saut à la perche féminin   | 4,55 m        | 15e           | 4,50 m      | 5e                                  |
| Maryna Bekh-Romanchuk | Saut en longueur féminin   | 6,71 m        | 10e           | 6,88 m      | 5e                                  |
| Olha Saladukha        | Triple saut féminin        | 13,91 m       | 20e           | Éliminée    | Éliminée                            |
| Ol'ha Holodna         | Lancer du poids féminin    | 17,15 m       | 25e           | Éliminée    | Éliminée                            |
| Natalya Semenova      | Lancer du disque féminin   | 54,28 m       | 31e           | Éliminée    | Éliminée                            |
| Iryna Klymets         | Lancer du marteau féminin  | 68,29 m       | 21e           | Éliminée    | Éliminée                            |
| Iryna Novozhylova     | Lancer du marteau féminin  | 59,85 m       | 30e           | Éliminée    | Éliminée                            |

### Aviron
| Athlète                       | Compétition                 | Série         | Série | Repêchages    | Repêchages | Demi-finale                   | Demi-finale | Finale                 | Finale |
| Athlète                       | Compétition                 | Temps         | Rang  | Temps         | Rang       | Temps                         | Rang        | Temps                  | Rang   |
| ----------------------------- | --------------------------- | ------------- | ----- | ------------- | ---------- | ----------------------------- | ----------- | ---------------------- | ------ |
| Ihor Khmara Stanislav Kovalov | Deux de couple poids légers | 6 min 36 s 05 | 4e    | 6 min 36 s 28 | 1er        | Demi-finale A/B 6 min 14 s 57 | Modèle:E4   | Finale B 6 min 16 s 92 | 9e     |

### Badminton
| Athlète         | Compétition   | Phase de groupes          | Phase de groupes            | Phase de groupes | 1/8e de finale   | Quarts de finale | Demi-finales     | Finale           | Finale   |
| Athlète         | Compétition   | Adversaire Score          | Adversaire Score            | Rang             | Adversaire Score | Adversaire Score | Adversaire Score | Adversaire Score | Rang     |
| --------------- | ------------- | ------------------------- | --------------------------- | ---------------- | ---------------- | ---------------- | ---------------- | ---------------- | -------- |
| Artem Pochtarov | Simple hommes | Lee Défaite 5-21, 11-21   | Leverdez 10-21, 8-21        | 3e du gr. M      | Éliminé          | Éliminé          | Éliminé          | Éliminé          | Éliminé  |
| Marija Ulitina  | Simple dames  | Zhang Défaite 12-21, 7-21 | Silva Victoire 21-14, 22-20 | 2e du gr. H      | Éliminée         | Éliminée         | Éliminée         | Éliminée         | Éliminée |

### Boxe
| Athlète             | Catégorie                    | 1/16e de finale        | 1/8e de finale        | Quart de finale       | Demi-finale          | Finale                 | Rang                               |
| Athlète             | Catégorie                    | Adversaire Résultat    | Adversaire Résultat   | Adversaire Résultat   | Adversaire Résultat  | Adversaire Résultat    | Rang                               |
| ------------------- | ---------------------------- | ---------------------- | --------------------- | --------------------- | -------------------- | ---------------------- | ---------------------------------- |
| Mykola Butsenko     | Plumes hommes (-57 kg)       | Caicedo Défaite 2-3    | Éliminé               | Éliminé               | Éliminé              | Éliminé                | Éliminé                            |
| Yaroslav Khartsyz   | Légers hommes (-63 kg)       | Chalabiyev Défaite 0-5 | Éliminé               |                       |                      |                        |                                    |
| Oleksandr Khyzhniak | Moyens hommes (-75 kg)       | Exempté                | Moriwaki Victoire 5-0 | Cedeño Victoire 4-1   | Marcial Victoire 3-2 | Conceição Défaite (KO) | Médaille d'argent, Jeux olympiques |
| Tsotne Rogava       | Super-lourds hommes (+91 kg) | Exempté                | Clarke Défaite 1-4    | Éliminé               | Éliminé              | Éliminé                | Éliminé                            |
| Anna Lysenko        | Welters femmes (-69 kg)      | Exemptée               | Belahbib Victoire 5-0 | Sürmeneli Défaite 0-5 | Éliminée             | Éliminée               | Éliminée                           |

### Canoë-kayak
| Athlète                                                                       | Compétition       | Série          | Série | Quarts de finale | Quarts de finale | Demi-finale    | Demi-finale | Finale Finale B Finale C | Finale Finale B Finale C            |
| Athlète                                                                       | Compétition       | Temps          | Rang  | Temps            | Rang             | Temps          | Rang        | Temps                    | Rang                                |
| ----------------------------------------------------------------------------- | ----------------- | -------------- | ----- | ---------------- | ---------------- | -------------- | ----------- | ------------------------ | ----------------------------------- |
| Pavlo Altukhov                                                                | C1 1 000 m hommes | 4 min 15 s 508 | 4e    | 4 min 6 s 018    | 2e               | 4 min 5 s 857  | 5e          | Finale B 4 min 4 s 098   | 12e                                 |
| Yurii Vandiuk                                                                 | C1 1 000 m hommes | 4 min 11 s 346 | 4e    | 4 min 8 s 719    | 2e               | 4 min 20 s 098 | 8e          | Finale B 4 min 10 s 910  | 16e                                 |
| Pavlo Altukhov Dmytro Yanchuk                                                 | C2 1 000 m hommes | 4 min 6 s 089  | 6e    | 3 min 49 s 356   | 2e               | 3 min 28 s 775 | 6e          | Finale B 3 min 33 s 330  | 13e                                 |
| Anastasiia Chetverikova                                                       | C1 200 m femmes   | 47 s 472       | 4e    | 46 min 509 s     | 3e               | Éliminée       | Éliminée    | Éliminée                 | Éliminée                            |
| Liudmyla Luzan                                                                | C1 200 m femmes   | 45 s 571       | 1re   | -                | -                | 47 s 339       | 1re         | 47 s 034                 | Médaille de bronze, Jeux olympiques |
| Anastasiia Chetverikova Liudmyla Luzan                                        | C2 500 m femmes   | 2 min 1 s 156  | 1re   | -                | -                | 2 min 2 s 893  | 1re         | 1 min 57 s 499           | Médaille d'argent, Jeux olympiques  |
| Mariia Kichasova-Skoryk                                                       | K1 200 m femmes   | 44 s 564       | 4e    | 44 s 247         | 6e               | Éliminée       | Éliminée    | Éliminée                 | Éliminée                            |
| Yuliia Yuriichuk                                                              | K1 200 m femmes   | 43 s 760       | 5e    | 44 s 247         | 6e               | Éliminée       | Éliminée    | Éliminée                 | Éliminée                            |
| Yuliia Yuriichuk                                                              | K1 500 m femmes   | 1 min 57 s 532 | 5e    | 1 min 58 s 657   | 3e               | 2 min 3 s 303  | 8e          | Éliminée                 | Éliminée                            |
| Mariya Povkh                                                                  | K1 500 m femmes   | 1 min 50 s 489 | 4e    | 1 min 50 s 769   | 2e               | 1 min 53 s 659 | 4e          | Finale B 1 min 56 s 429  | 15e                                 |
| Liudmyla Kuklinovska Anastasiia Todorova                                      | K2 500 m femmes   | 1 min 50 s 733 | 4e    | 1 min 53 s 184   | 6e               | Éliminées      | Éliminées   | Éliminées                | Éliminées                           |
| Mariia Kichasova-Skoryk Liudmyla Kuklinovska Mariya Povkh Anastasiia Todorova | K4 500 m femmes   | 1 min 39 s 224 | 6e    | 1 min 36 s 948   | 3e               | 1 min 38 s 489 | 5e          | Finale B 1 min 39 s 276  | 10e                                 |

| Athlète      | Compétition | Série    | Série | Série    | Série | Série    | Série | Demi-finale | Demi-finale | Finale   | Finale |
| Athlète      | Compétition | Run 1    | Rang  | Run 2    | Rang  | Meilleur | Rang  | Temps       | Rang        | Temps    | Rang   |
| ------------ | ----------- | -------- | ----- | -------- | ----- | -------- | ----- | ----------- | ----------- | -------- | ------ |
| Viktoriia Us | C-1 féminin | 123 s 97 | 14e   | 119 s 05 | 13e   | 119 s 05 | 15e   | 122 s 12    | 9e          | 122 s 12 | 7e     |
| Viktoriia Us | K-1 féminin | 120 s 09 | 17e   | 113 s 99 | 16e   | 113 s 99 | 17e   | 109 s 53    | 9e          | 111 s 85 | 8e     |

### Cyclisme

#### Sur piste
| Athlète         | Compétition | Qualification        | Qualification | 1er tour                              | Repêchage 1              | 2e tour                               | Repêchage 2              | 3e tour                  | Repêchage 3                                 | Quarts de finale                                      | Demi-finale                             | Finale Match de classement | Finale Match de classement         |
| Athlète         | Compétition | Temps Vitesse        | Rang          | Adversaire Temps Vitesse              | Adversaire Temps Vitesse | Adversaire Temps Vitesse              | Adversaire Temps Vitesse | Adversaire Temps Vitesse | Adversaire Temps Vitesse                    | Adversaire Temps Vitesse                              | Adversaire Temps Vitesse                | Adversaire Temps Vitesse   | Rang                               |
| --------------- | ----------- | -------------------- | ------------- | ------------------------------------- | ------------------------ | ------------------------------------- | ------------------------ | ------------------------ | ------------------------------------------- | ----------------------------------------------------- | --------------------------------------- | -------------------------- | ---------------------------------- |
| Lyubov Basova   | Femmes      | 10 s 981 65,568 km/h | 23e           | Mitchell Défaite                      | Bao Gaxiola Défaite      | Éliminée                              | Éliminée                 | Éliminée                 | Éliminée                                    | Éliminée                                              | Éliminée                                | Éliminée                   | Éliminée                           |
| Olena Starikova | Femmes      | 10 s 461 68,827 km/h | 6e            | Verdugo Victoire 10 s 979 65,580 km/h | -                        | Andrews Victoire 10 s 912 65,982 km/h | -                        | Braspennincx Défaite     | Andrews Zhong Victoire 11 s 074 65,017 km/h | Friedrich Victoire 10 s 977 Défaite Victoire 10 s 874 | Lee Victoire 11 s 086 Victoire 10 s 890 | Mitchell 2 défaites        | Médaille d'argent, Jeux olympiques |

| Athlète                       | Compétition | Qualification        | Qualification | Demi-finale                            | Demi-finale | Finale                                        | Finale |
| Athlète                       | Compétition | Temps Vitesse        | Rang          | Adversaire Temps Vitesse               | Rang        | Adversaire Temps Vitesse                      | Rang   |
| ----------------------------- | ----------- | -------------------- | ------------- | -------------------------------------- | ----------- | --------------------------------------------- | ------ |
| Lyubov Basova Olena Starikova | Femmes      | 33 s 542 53,664 km/h | 8e            | Allemagne Défaite 33 s 285 54,078 km/h | 8e          | Finale D Pologne Défaite 33 s 691 53,427 km/h | 8e     |

| Athlète         | Compétition | 1er tour | Repêchages  | Quarts de finale | Demi-finale | Finale (1-6) ou classement (7-12) |
| Athlète         | Compétition | Rang     | Rang        | Rang             | Rang        | Rang                              |
| --------------- | ----------- | -------- | ----------- | ---------------- | ----------- | --------------------------------- |
| Lyubov Basova   | Femmes      | 6e       | 2e          | 4e               | 3e          | 6e                                |
| Olena Starikova | Femmes      | 1re      | Non disputé | 2e               | 1re         | 4e                                |

#### Sur route
| Athlète            | Compétition | Temps           | Rang    |
| ------------------ | ----------- | --------------- | ------- |
| Anatoliy Budyak    | Hommes      | 6 h 16 min 53 s | 56e     |
| Valeriya Kononenko | Femmes      | Abandon         | Abandon |

#### VTT
| Athlète        | Compétition | Temps           | Rang |
| -------------- | ----------- | --------------- | ---- |
| Yana Belomoina | Femmes      | 1 h 19 min 40 s | 8e   |

### Équitation
| Athlète          | Cheval  | Compétition | Grand Prix | Grand Prix | Grand prix libre | Grand prix libre | Total    | Total    |
| Athlète          | Cheval  | Compétition | Score      | Rang       | Technique        | Artistique       | Score    | Rang     |
| ---------------- | ------- | ----------- | ---------- | ---------- | ---------------- | ---------------- | -------- | -------- |
| Inna Logutenkova | Fleraro | Individuel  | 66,118     | 47e        | Éliminée         | Éliminée         | Éliminée | Éliminée |

| Athlète          | Cheval   | Compétition | Qualification | Qualification | Qualification | Qualification | Qualification | Finale    | Finale    | Finale    | Finale  | Finale  |
| Athlète          | Cheval   | Compétition | Pénalités     | Pénalités     | Pénalités     | Temps         | Rang          | Pénalités | Pénalités | Pénalités | Temps   | Rang    |
| Athlète          | Cheval   | Compétition | Saut          | Temps         | Total         | Temps         | Rang          | Saut      | Temps     | Total     | Temps   | Rang    |
| ---------------- | -------- | ----------- | ------------- | ------------- | ------------- | ------------- | ------------- | --------- | --------- | --------- | ------- | ------- |
| Oleksandr Prodan | Casanova | Individuel  | 12,00         | 1,00          | 13,00         | 92,17         | 57e           | Éliminé   | Éliminé   | Éliminé   | Éliminé | Éliminé |

### Escrime
| Athlète                                                    | Compétition       | 1/16e de finale        | 1/8e de finale         | Quarts de finale        | Demi-finale Classement 5-8              | Finale 3e place Classement 5e, 7e places | Rang                                |
| Athlète                                                    | Compétition       | Adversaire Score       | Adversaire Score       | Adversaire Score        | Adversaire Score                        | Adversaire Score                         | Rang                                |
| ---------------------------------------------------------- | ----------------- | ---------------------- | ---------------------- | ----------------------- | --------------------------------------- | ---------------------------------------- | ----------------------------------- |
| Bohdan Nikishyn                                            | Épée individuelle | Lan Défaite 12-13      | Éliminé                | Éliminé                 | Éliminé                                 | Éliminé                                  | Éliminé                             |
| Ihor Reizlin                                               | Épée individuelle | Steffen Victoire 15-11 | Heinzer Victoire 15-12 | El-Sayed Victoire 15-13 | Cannone Défaite 10-15                   | Santarelli Victoire 15-12                | Médaille de bronze, Jeux olympiques |
| Roman Svichkar                                             | Épée individuelle | Heinzer Défaite 11-145 | Éliminé                | Éliminé                 | Éliminé                                 | Éliminé                                  | Éliminé                             |
| Bohdan Nikishyn Ihor Reizlin Roman Svichkar Anatoliy Herey | Épée par équipes  | Non disputé            | Non disputé            | Chine Défaite 35-45     | 1/2 de classement Italie Victoire 45-39 | 5e place France Défaite 39-45            | 6e                                  |

| Athlète         | Compétition       | 1/16e de finale            | 1/8e de finale   | Quarts de finale | Demi-finale Classement 5-8 | Finale 3e place Classement 5e, 7e places | Rang     |
| Athlète         | Compétition       | Adversaire Score           | Adversaire Score | Adversaire Score | Adversaire Score           | Adversaire Score                         | Rang     |
| --------------- | ----------------- | -------------------------- | ---------------- | ---------------- | -------------------------- | ---------------------------------------- | -------- |
| Olena Kryvytska | Épée individuelle | Knapik-Miazga Défaite 8-15 | Éliminée         | Éliminée         | Éliminée                   | Éliminée                                 | Éliminée |
| Olha Kharlan    | Sabre individuel  | Yang Défaite 12-15         | Éliminée         | Éliminée         | Éliminée                   | Éliminée                                 | Éliminée |

### Gymnastique

#### Artistique
| Athlète         | Qualifications | Qualifications | Qualifications | Qualifications | Qualifications    | Qualifications | Qualifications | Qualifications | Finale   | Finale         | Finale   | Finale   | Finale            | Finale     | Finale  | Finale |
| Athlète         | Appareil       | Appareil       | Appareil       | Appareil       | Appareil          | Appareil       | Total          | Rang           | Appareil | Appareil       | Appareil | Appareil | Appareil          | Appareil   | Total   | Rang   |
| Athlète         | Sol            | Cheval d'arçon | Anneaux        | Saut           | Barres parallèles | Barre fixe     | Total          | Rang           | Sol      | Cheval d'arçon | Anneaux  | Saut     | Barres parallèles | Barre fixe | Total   | Rang   |
| --------------- | -------------- | -------------- | -------------- | -------------- | ----------------- | -------------- | -------------- | -------------- | -------- | -------------- | -------- | -------- | ----------------- | ---------- | ------- | ------ |
| Illia Kovtun    | 12,866         | 13,666         | 12,833         | 13,816         | 14,700            | 13,700         | 81,581         | 34e            | 13,800   | 14,200         | -        | -        | 13,233            | 14,433     | -       | -      |
| Petro Pakhnyuk  | 13,566         | 12,866         | 13,466         | 14,100         | 15,333            | 13,400         | 82,731         | 24e            | 13,466   | 12,266         | 12,633   | 13,233   | 15,200            | 13,466     | -       | -      |
| Ihor Radivilov  | -              | -              | 14,466         | 14,074         | -                 | -              | -              | -              | -        | -              | 14,633   | 14,600   | -                 | -          | -       | -      |
| Yevhen Yudenkov | 13,900         | 12,966         | 13,266         | 13,500         | 14,266            | 12,533         | 80,431         | 43e            | 13,966   | 13,533         | 13,700   | 13,666   | 13,800            | 12,666     | -       | -      |
| Total           | 40,332         | 39,498         | 41,198         | 42,532         | 44,299            | 39,633         | 247,492        | 8e             | 41,232   | 39,999         | 40,866   | 41,499   | 42,233            | 40,565     | 246,394 | 7e     |

| Athlète        | Compétition       | Qualifications                 | Qualifications                 | Qualifications                 | Qualifications                 | Qualifications                 | Qualifications                 | Qualifications                 | Qualifications                 | Finale   | Finale         | Finale   | Finale   | Finale            | Finale     | Finale | Finale |
| Athlète        | Compétition       | Appareil                       | Appareil                       | Appareil                       | Appareil                       | Appareil                       | Appareil                       | Total                          | Rang                           | Appareil | Appareil       | Appareil | Appareil | Appareil          | Appareil   | Total  | Rang   |
| Athlète        | Compétition       | Sol                            | Cheval d'arçon                 | Anneaux                        | Saut                           | Barres parallèles              | Barre fixe                     | Total                          | Rang                           | Sol      | Cheval d'arçon | Anneaux  | Saut     | Barres parallèles | Barre fixe | Total  | Rang   |
| -------------- | ----------------- | ------------------------------ | ------------------------------ | ------------------------------ | ------------------------------ | ------------------------------ | ------------------------------ | ------------------------------ | ------------------------------ | -------- | -------------- | -------- | -------- | ----------------- | ---------- | ------ | ------ |
| Illia Kovtun   | Concours général  | voir les résultats par équipes | voir les résultats par équipes | voir les résultats par équipes | voir les résultats par équipes | voir les résultats par équipes | voir les résultats par équipes | voir les résultats par équipes | voir les résultats par équipes | 14,133   | 14,266         | 13,133   | 13,833   | 14,666            | 13,766     | 83,797 | 11e    |
| Petro Pakhnyuk | Concours général  | voir les résultats par équipes | voir les résultats par équipes | voir les résultats par équipes | voir les résultats par équipes | voir les résultats par équipes | voir les résultats par équipes | voir les résultats par équipes | voir les résultats par équipes | 13,900   | 13,633         | 13,200   | 14,233   | 13,266            | 13,033     | 81,265 | 19e    |
| Petro Pakhnyuk | Barres parallèles | -                              | -                              | -                              | -                              | 15,333                         | -                              | 15,333                         | 8e                             | -        | -              | -        | -        | 14,533            | -          | 14,533 | 7e     |

| Athlète        | Compétition      | Qualifications | Qualifications      | Qualifications | Qualifications | Qualifications | Qualifications | Finale   | Finale              | Finale   | Finale   | Finale   | Finale   |
| Athlète        | Compétition      | Appareil       | Appareil            | Appareil       | Appareil       | Total          | Rang           | Appareil | Appareil            | Appareil | Appareil | Total    | Rang     |
| Athlète        | Compétition      | Saut           | Barres asymétriques | Poutre         | Sol            | Total          | Rang           | Saut     | Barres asymétriques | Poutre   | Sol      | Total    | Rang     |
| -------------- | ---------------- | -------------- | ------------------- | -------------- | -------------- | -------------- | -------------- | -------- | ------------------- | -------- | -------- | -------- | -------- |
| Diana Varinska | Concours général | 12,633         | 11,633              | 12,566         | 12,733         | 49,565         | 62e            | Éliminée | Éliminée            | Éliminée | Éliminée | Éliminée | Éliminée |

#### Rythmique
| Athlète               | Qualification | Qualification | Qualification | Qualification | Qualification | Qualification | Finale | Finale | Finale | Finale | Finale | Finale |
| Athlète               |               |               |               |               | Total         | Rang          |        |        |        |        | Total  | Rang   |
| --------------------- | ------------- | ------------- | ------------- | ------------- | ------------- | ------------- | ------ | ------ | ------ | ------ | ------ | ------ |
| Viktoriia Onopriienko | 23,800        | 24,300        | 26,100        | 21,250        | 95,450        | 9e            | 24,000 | 23,550 | 26,100 | 19,700 | 93,350 | 10e    |
| Khrystyna Pohranychna | 24,600        | 23,800        | 25,700        | 19,000        | 93,100        | 10e           | 24,500 | 24,100 | 24,900 | 21,600 | 95,100 | 9e     |

| Athlète                                                                              | Qualification | Qualification | Qualification | Qualification | Finale | Finale | Finale | Finale |
| Athlète                                                                              | 5             | 4 + 3         | Total         | Rang          | 5      | 4 + 3  | Total  | Rang   |
| ------------------------------------------------------------------------------------ | ------------- | ------------- | ------------- | ------------- | ------ | ------ | ------ | ------ |
| Mariola Bodnarchuk Daryna Duda Yeva Meleshchuk Anastasiya Voznyak Mariia Vysochanska | 41,450        | 41,250        | 82,700        | 6e            | 40,350 | 37,250 | 77,600 | 7e     |

### Haltérophilie
| Athlète        | Compétition    | Arraché  | Arraché | Épaulé-jeté | Épaulé-jeté | Total  | Rang |
| Athlète        | Compétition    | Résultat | Rang    | Résultat    | Rang        | Total  | Rang |
| -------------- | -------------- | -------- | ------- | ----------- | ----------- | ------ | ---- |
| Kamila Konotop | Moins de 55 kg | 94 kg    | 4e      | 112 kg      | 7e          | 206 kg | 5e   |
| Iryna Dekha    | Moins de 76 kg | 113 kg   | 2e      | 131 kg      | ab          | 113 kg | ab   |

### Judo
| Athlète             | Compétition           | 1er tour                      | 2e tour                   | Quart de finale        | Demi-finale             | Repêchage                | Finale / MB            | Rang                                |
| Athlète             | Compétition           | Adversaire Résultat           | Adversaire Résultat       | Adversaire Résultat    | Adversaire Résultat     | Adversaire Résultat      | Adversaire Résultat    | Rang                                |
| ------------------- | --------------------- | ----------------------------- | ------------------------- | ---------------------- | ----------------------- | ------------------------ | ---------------------- | ----------------------------------- |
| Artem Lesiuk        | Moins de 60 kg hommes | Ramos Victoire 10-00          | Lutfillaev Victoire 01-00 | Mkheidze Défaite 00-10 | Non qualifié            | Tsjakadoea Défaite 00-10 | Éliminé                | 7e                                  |
| Heorhiy Zantaraya   | Moins de 66 kg hommes | Gaitero Martin Victoire 10-00 | Gomboc Défaite 00-01      | Éliminé                | Éliminé                 | Éliminé                  | Éliminé                | Éliminé                             |
| Quedjau Nhabali     | Moins de 90 kg hommes | Florentino Victoire 01-00     | Bobonov Défaite 00-10     | Éliminé                |                         |                          |                        |                                     |
| Yakiv Khammo        | Plus de 100 kg hommes | Exempté                       | Simionescu Victoire 01-00 | Harasawa Défaite 00-10 | Oltiboev Victoire 01-00 | Non qualifié             | Bashaev Défaite 00-10  | 5e                                  |
| Darya Bilodid       | Moins de 48 kg femmes | Exemptée                      | Nikolić Victoire 01-00    | Costa Victoire 10-00   | Tonaki Défaite 00-01    | -                        | Rishony Victoire 10-00 | Médaille de bronze, Jeux olympiques |
| Anastasiya Turchyn  | Moins de 78 kg femmes | Chalá Victoire 10-00          | Steenhuis Défaite 00-01   | Éliminée               | Éliminée                | Éliminée                 | Éliminée               | Éliminée                            |
| Yelyzaveta Kalanina | Plus de 78 kg femmes  | Asselah Victoire 10-00        | Sayit Défaite 00-10       | Éliminée               | Éliminée                | Éliminée                 | Éliminée               | Éliminée                            |

### Karaté
| Athlète            | Compétition           | Tour de qualification  | Tour de qualification | Tour de qualification | Tour de qualification | Tour de qualification | Demi-finale         | Finale               | Rang                                |
| Athlète            | Compétition           | Match 1                | Match 2               | Match 3               | Match 4               | Place                 | Demi-finale         | Finale               | Rang                                |
| Athlète            | Compétition           | Adversaire Résultat    | Adversaire Résultat   | Adversaire Résultat   | Adversaire Résultat   | Place                 | Adversaire Résultat | Adversaire Résultat  | Rang                                |
| ------------------ | --------------------- | ---------------------- | --------------------- | --------------------- | --------------------- | --------------------- | ------------------- | -------------------- | ----------------------------------- |
| Stanislav Horuna   | Moins de 75 kg hommes | Nishimura Victoire 2-1 | Scott Victoire 2-1    | Hárspataki Nul 0-0    | Abdelaziz Défaite 1-4 | 2e                    | Busà Défaite 0-3    | Éliminé              | Médaille de bronze, Jeux olympiques |
| Anzhelika Terliuga | Moins de 55 kg femmes | Sayed Victoire 1-0     | Zhangbyrbay Nul 4-4   | Plank Nul 0-0         | Miyahara Victoire 4-0 | 1re                   | Wen Victoire 4-4 H  | Goranova Défaite 1-5 | Médaille d'argent, Jeux olympiques  |
| Anita Serogina     | Moins de 61 kg femmes | Grande Victoire 6-1    | Sadini Nul 1-1        | Farouk Défaite 1-2    | Preković Défaite 4-6  | 3e                    | Éliminée            | Éliminée             | 5e                                  |

### Lutte
| Athlète                  | Compétition         | Huitièmes de finale        | Quarts de finale         | Demi-finale               | Repêchage                | Finale 3e place Classement | Rang                                |
| Athlète                  | Compétition         | Adversaire Résultat        | Adversaire Résultat      | Adversaire Résultat       | Adversaire Résultat      | Adversaire Résultat        | Rang                                |
| ------------------------ | ------------------- | -------------------------- | ------------------------ | ------------------------- | ------------------------ | -------------------------- | ----------------------------------- |
| Vasyl Mykhailov          | Libre 74 kg hommes  | Bayramov Défaite 2-4       | Éliminé                  | Éliminé                   | Éliminé                  | Éliminé                    | 11e                                 |
| Oleksandr Khotsianivskyi | Libre 125 kg hommes | Zare Défaite 0-7           | Éliminé                  | Éliminé                   | Éliminé                  | Éliminé                    | 16e                                 |
| Oksana Livach            | 50 kg femmes        | Idris Victoire 10-0        | Sun Défaite 3-7          | Non qualifiée             | Guzmán Victoire 6-0 (VT) | Hildebrandt Défaite 1-12   | 5e                                  |
| Tetyana Kit              | 57 kg femmes        | Bousetta Victoire 2-0 (VT) | Maroulis Défaite 0-8     | Éliminée                  | Éliminée                 | Éliminée                   | 10e                                 |
| Iryna Koliadenko         | 62 kg femmes        | Adeniyi Victoire 2-4 (VT)  | Long Victoire 4-0 (VT)   | Tynybekova Défaite 0-10   | -                        | Grigorjeva Victoire 3-1    | Médaille de bronze, Jeux olympiques |
| Alla Cherkasova          | 68 kg femmes        | Wieszczek Victoire 11-0    | Schell Victoire 6-0 (VT) | Mensah-Stock Défaite 4-10 | -                        | Doshō Victoire 2-0 (VT)    | Médaille de bronze, Jeux olympiques |
| Alla Belinska            | 76 kg femmes        | Zhou Défaite 3-4           | Éliminée                 | Éliminée                  | Éliminée                 | Éliminée                   | 12e                                 |

| Athlète        | Compétition | Huitième de finale        | Quart de finale             | Demi-finale           | Repêchage           | Finale 3e place Classement | Rang                               |
| Athlète        | Compétition | Adversaire Résultat       | Adversaire Résultat         | Adversaire Résultat   | Adversaire Résultat | Adversaire Résultat        | Rang                               |
| -------------- | ----------- | ------------------------- | --------------------------- | --------------------- | ------------------- | -------------------------- | ---------------------------------- |
| Lenur Temirov  | 60 kg       | Tasmuradov Victoire 5-0   | Melikyan Victoire 8-4       | Fumita Défaite 1-5    | -                   | Sailike Défaite 1-1 (VP)   | 5e                                 |
| Parviz Nasibov | 67 kg       | Bjerrehuus Victoire 5-1   | Surkov Victoire 1-1 (VP)    | El-Sayed Victoire 7-6 | -                   | Geraei Défaite 1-9         | Médaille d'argent, Jeux olympiques |
| Zhan Beleniuk  | 87 kg       | Datunashvili Victoire 3-1 | Sid Azara Victoire 1-1 (VP) | Huklek Victoire 7-1   | -                   | Lőrincz Victoire 5-1       | Médaille d'or, Jeux olympiques     |

### Natation
| Athlète             | Épreuve                     | Série          | Série       | Demi-finale | Demi-finale | Finale           | Finale                              |
| Athlète             | Épreuve                     | Temps          | Rang        | Temps       | Rang        | Temps            | Rang                                |
| ------------------- | --------------------------- | -------------- | ----------- | ----------- | ----------- | ---------------- | ----------------------------------- |
| Vladyslav Bukhov    | 50 m nage libre masculin    | 21 s 73        | 5e          | 21 s 83     | 11e         | Éliminé          | Éliminé                             |
| Serhiy Shevtsov     | 100 m nage libre masculin   | 49 s 55        | 35e         | Éliminé     | Éliminé     | Éliminé          | Éliminé                             |
| Serhiy Frolov       | 800 m nage libre masculin   | 7 min 47 s 67  | 7e          | Non disputé | Non disputé | 7 min 45 s 11    | 6e                                  |
| Serhiy Frolov       | 1 500 m nage libre masculin | 14 min 51 s 83 | 6e          | Non disputé | Non disputé | 15 min 4 s 26    | 8e                                  |
| Mykhailo Romanchuk  | 800 m nage libre masculin   | 7 min 41 s 28  | 1er         | Non disputé | Non disputé | 7 min 42 s 33    | Médaille de bronze, Jeux olympiques |
| Mykhailo Romanchuk  | 1 500 m nage libre masculin | 14 min 45 s 99 | 1er         | Non disputé | Non disputé | 14 min 40 s 66   | Médaille d'argent, Jeux olympiques  |
| Ihor Troianovskyi   | 100 m papillon masculin     | Forfait        | Forfait     | Éliminé     | Éliminé     | Éliminé          | Éliminé                             |
| Ihor Troianovskyi   | 200 m papillon masculin     | 1 min 58 s 37  | 29e         | Éliminé     | Éliminé     | Éliminé          | Éliminé                             |
| Denys Kesil         | 200 m papillon masculin     | 1 min 56 s 37  | 21e         | Éliminé     | Éliminé     | Éliminé          | Éliminé                             |
| Daryna Zevina       | 100 m dos féminin           | 1 min 1 s 97   | 30e         | Éliminée    | Éliminée    | Éliminée         | Éliminée                            |
| Daryna Zevina       | 200 m dos féminin           | 2 min 12 s 30  | 19e         | Éliminée    | Éliminée    | Éliminée         | Éliminée                            |
| Krystyna Panchishko | 10 km en eau libre féminin  | Non disputé    | Non disputé | Non disputé | Non disputé | 2 h 7 min 35 s 1 | 22e                                 |

### Natation synchronisée
| Athlètes | Compétition | Qualifications      | Qualifications  | Qualifications | Qualifications | Finale          | Finale                    | Finale                              |
| Athlètes | Compétition | Programme technique | Programme libre | Total          | Rang           | Programme libre | Programme libre           | Programme libre                     |
| Athlètes | Compétition | Points              | Points          | Total          | Rang           | Points          | Total (technique + libre) | Rang                                |
| --- | ----------- | ------------------- | --------------- | -------------- | -------------- | --------------- | ------------------------- | ----------------------------------- |
| Marta Fiedina Anastasiya Savchuk | Duo         | 93,8620             | 94,9333         | 188,7953       | 3e             | 95,6000         | 189,4620                  | Médaille de bronze, Jeux olympiques |
| Maryna Aleksiiva Vladyslava Aleksiiva Marta Fiedina Kateryna Reznik Anastasiya Savchuk Alina Shynkarenko Kseniya Sydorenko Yelyzaveta Yakhno | Ballet      | 94,2685             | Non disputé     | Non disputé    | 3e             | 96,0333         | 190,3018                  | Médaille de bronze, Jeux olympiques |

### Pentathlon moderne
| Athlète            | Compétition           | Escrime (épée, une touche) | Escrime (épée, une touche) | Natation (200 m nage libre) | Natation (200 m nage libre) | Natation (200 m nage libre) | Équitation (saut d'obstacles) | Équitation (saut d'obstacles) | Équitation (saut d'obstacles) | Combiné course/tir (3 200 m / pistolet à 10 m) | Combiné course/tir (3 200 m / pistolet à 10 m) | Combiné course/tir (3 200 m / pistolet à 10 m) | Total | Rang |
| Athlète            | Compétition           | Rang                       | Points                     | Temps                       | Rang                        | Points                      | Pénalités                     | Rang                          | Points                        | Temps                                          | Rang                                           | Points                                         | Total | Rang |
| ------------------ | --------------------- | -------------------------- | -------------------------- | --------------------------- | --------------------------- | --------------------------- | ----------------------------- | ----------------------------- | ----------------------------- | ---------------------------------------------- | ---------------------------------------------- | ---------------------------------------------- | ----- | ---- |
| Pavlo Tymoshchenko | Compétition masculine | 8e                         | 233                        | 2 min 6 s 84                | 30e                         | 297                         | 7                             | 7e                            | 293                           | 11 min 36 s 58                                 | 25e                                            | 604                                            | 1 427 | 15e  |

### Plongeon
| Athlète                    | Compétition                             | Éliminatoires | Éliminatoires | Demi-finale | Demi-finale | Finale   | Finale   |
| Athlète                    | Compétition                             | Points        | Rang          | Points      | Rang        | Points   | Rang     |
| -------------------------- | --------------------------------------- | ------------- | ------------- | ----------- | ----------- | -------- | -------- |
| Oleh Kolodiy               | Tremplin à 3 mètres hommes              | 351,25        | 22e           | Éliminé     | Éliminé     | Éliminé  | Éliminé  |
| Oleksiy Sereda             | Haut-vol à 10 mètres hommes             | 435,90        | 6e            | 416,05      | 7e          | 461,70   | 6e       |
| Oleh Serbin Oleksiy Sereda | Haut-vol à 10 mètres synchronisé hommes | Non disputé   | Non disputé   | Non disputé | Non disputé | 400,44   | 6e       |
| Viktoriya Kezar            | Tremplin à 3 mètres femmes              | 238,20        | 23e           | Éliminée    | Éliminée    | Éliminée | Éliminée |
| Anna Pysmenska             | Tremplin à 3 mètres femmes              | 232,30        | 24e           | Éliminée    | Éliminée    | Éliminée | Éliminée |
| Sofiya Lyskun              | Haut-vol à 10 mètres femmes             | 216,55        | 29e           | Éliminée    | Éliminée    | Éliminée | Éliminée |

### Tennis
| Athlète                           | Épreuve      | 1/32e de finale                  | 1/16e de finale                        | 1/8e de finale                      | Quarts de finale                       | Demi-finale                  | Finale / MB                      | Rang                                |
| Athlète                           | Épreuve      | Adversaire Résultat              | Adversaire Résultat                    | Adversaire Résultat                 | Adversaire Résultat                    | Adversaire Résultat          | Adversaire Résultat              | Rang                                |
| --------------------------------- | ------------ | -------------------------------- | -------------------------------------- | ----------------------------------- | -------------------------------------- | ---------------------------- | -------------------------------- | ----------------------------------- |
| Elina Svitolina                   | Simple dames | Siegemund Victoire 6-3, 5-7, 6-4 | Tomljanović Victoire 4-6, 6-3, 6-4     | Sákkari Victoire 5-7, 6-3, 6-4      | Giorgi Victoire 6-4, 6-4               | Vondroušová Défaite 3-6, 1-6 | Rybakina Victoire 1-6, 7-65, 6-4 | Médaille de bronze, Jeux olympiques |
| Dayana Yastremska                 | Simple dames | Fernandez Défaite 3-6, 6-3, 0-6  | Éliminée                               | Éliminée                            | Éliminée                               | Éliminée                     | Éliminée                         | Éliminée                            |
| Lyudmyla Kichenok Nadiia Kichenok | Double dames | Non disputé                      | Mirza / Raina Victoire 0-6, 7-60, 10-8 | Errani / Paolini Victoire 7-64, 6-2 | Kudermetova / Vesnina Défaite 2-6, 1-6 | Éliminées                    | Éliminées                        | Éliminées                           |
| Elina Svitolina Dayana Yastremska | Double dames | Non disputé                      | Cornet / Ferro Défaite 2-6, 4-6        | Éliminées                           | Éliminées                              | Éliminées                    | Éliminées                        | Éliminées                           |

### Tennis de table
| Athlète(s)         | Compétition      | 1er tour          | 2e tour           | 3e tour          | 4e tour          | Quarts de finale | Demi-finale      | Finale / MB      | Rang     |
| Athlète(s)         | Compétition      | Adversaire Score  | Adversaire Score  | Adversaire Score | Adversaire Score | Adversaire Score | Adversaire Score | Adversaire Score | Rang     |
| ------------------ | ---------------- | ----------------- | ----------------- | ---------------- | ---------------- | ---------------- | ---------------- | ---------------- | -------- |
| Kou Lei            | Simple messieurs | Hmam Victoire 4-0 | Assar Défaite 3-4 | Éliminé          | Éliminé          | Éliminé          | Éliminé          | Éliminé          | Éliminé  |
| Hanna Haponova     | Simple dames     | Liu Défaite 2-4   | Éliminée          | Éliminée         | Éliminée         | Éliminée         | Éliminée         | Éliminée         | Éliminée |
| Margaryta Pesotska | Simple dames     | Exemptée          | Batra Défaite 3-4 | Éliminée         | Éliminée         | Éliminée         | Éliminée         | Éliminée         | Éliminée |

### Tir
| Athlète          | Compétition                   | Qualification | Qualification | Finale  | Finale  |
| Athlète          | Compétition                   | Points        | Rang          | Points  | Rang    |
| ---------------- | ----------------------------- | ------------- | ------------- | ------- | ------- |
| Oleh Omelchuk    | Pistolet à air comprimé 10 m, | 575           | 18e           | Éliminé | Éliminé |
| Pavlo Korostylov | Pistolet à air comprimé 10 m, | 581           | 4e            | 189,9   | 4e      |
| Pavlo Korostylov | Pistolet à 25 m tir rapide,   | 580           | 9e            | Éliminé | Éliminé |
| Serhiy Kulish    | Carabine à air comprimé 10 m  | 623,5         | 29e           | Éliminé | Éliminé |
| Serhiy Kulish    | Carabine à 50 m 3 positions,  | 1 178         | 6e            | 402,2   | 8e      |
| Oleh Tsarkov     | Carabine à air comprimé 10 m  | 621,0         | 40e           | Éliminé | Éliminé |
| Oleh Tsarkov     | Carabine à 50 m 3 positions   | 1 166         | 22e           | Éliminé | Éliminé |

| Athlète          | Compétition                   | Qualification | Qualification | Finale   | Finale   |
| Athlète          | Compétition                   | Points        | Rang          | Points   | Rang     |
| ---------------- | ----------------------------- | ------------- | ------------- | -------- | -------- |
| Olena Kostevych  | Pistolet à air comprimé 10 m, | 577           | 7e            | 197,6    | 4e       |
| Olena Kostevych  | Pistolet à 25 m,              | 579           | 23e           | Éliminée | Éliminée |
| Iryna Malovichko | Skeet,                        | 119           | 8e            | Éliminée |          |

| Athlète                       | Compétition                   | Qualification 1 | Qualification 1 | Qualification 2 | Qualification 2 | Finale / 3e place               | Finale / 3e place                   |
| Athlète                       | Compétition                   | Points          | Rang            | Points          | Rang            | Adversaire Résultat             | Rang                                |
| ----------------------------- | ----------------------------- | --------------- | --------------- | --------------- | --------------- | ------------------------------- | ----------------------------------- |
| Oleh Omelchuk Olena Kostevych | Pistolet à air comprimé 10 m, | 580             | 4e              | 386             | 3e              | Arunović / Mikec Victoire 16-12 | Médaille de bronze, Jeux olympiques |

### Tir à l'arc
| Athlète                                                  | Compétition         | Tour préliminaire | Tour préliminaire | 1er tour                     | 2e tour          | 3e tour          | Quarts de finale | Demi-finale      | Finale / 3e place | Rang      |
| Athlète                                                  | Compétition         | Score             | Rang              | Adversaire Score             | Adversaire Score | Adversaire Score | Adversaire Score | Adversaire Score | Adversaire Score  | Rang      |
| -------------------------------------------------------- | ------------------- | ----------------- | ----------------- | ---------------------------- | ---------------- | ---------------- | ---------------- | ---------------- | ----------------- | --------- |
| Oleksii Hunbin                                           | Individuel hommes,  | 656               | 28e               | Rai Défaite 4-6              | Éliminé          | Éliminé          | Éliminé          | Éliminé          | Éliminé           | Éliminé   |
| Veronika Marchenko                                       | Individuel femmes,  | 635               | 35e               | Le Victoire 6-4              | Kang Défaite 1-7 | Éliminée         | Éliminée         | Éliminée         | Éliminée          | Éliminée  |
| Anastasia Pavlova                                        | Individuel femmes,  | 631               | 41e               | Mucino-Fernandez Défaite 4-6 | Éliminée         | Éliminée         | Éliminée         | Éliminée         | Éliminée          | Éliminée  |
| Lidiia Sichenikova                                       | Individuel femmes,  | 623               | 54e               | Kroppen Défaite 0-6          | Éliminée         | Éliminée         | Éliminée         | Éliminée         | Éliminée          | Éliminée  |
| Veronika Marchenko Anastasiia Pavlova Lidiia Sichenikova | Par équipes femmes, | 1 889             | 11e               | Non disputé                  | Non disputé      | ROC Défaite 2-6  | Éliminées        | Éliminées        | Éliminées         | Éliminées |
| Oleksii Hunbin Veronika Marchenko                        | Par équipe mixte,   | 1 291             | 18e               | Non disputé                  | Non disputé      | Éliminés         | Éliminés         | Éliminés         | Éliminés          | Éliminés  |

### Triathlon
| Athlète             | Compétition | Natation (1,5 km) | Transition 1 | Vélo (40 km) | Transition 2 | Course (10 km) | Temps   | Résultat |
| ------------------- | ----------- | ----------------- | ------------ | ------------ | ------------ | -------------- | ------- | -------- |
| Yuliya Yelistratova | Femmes      | Forfait           | Forfait      | Forfait      | Forfait      | Forfait        | Forfait | Forfait  |